# Crocidura stenocephala
Crocidura stenocephala је сисар из реда Soricomorpha.

## Угроженост
Ова врста се сматра угроженом.

## Распрострањење
Ареал врсте је ограничен на мањи број држава. 
Врста има станиште у Уганди и ДР Конгу.

## Станиште
Станиште врсте су мочварна подручја.